# Tom Milanovich
Pour les articles homonymes, voir Milanovich.
Tom Milanovich est un acteur américain.

## Filmographie
- 1984 : Mister T, l'homme le plus fort du monde (The Toughest Man in the World) (TV) : Tanker
- 1988 : Nico (Above the Law) : Man in Bar
- 1991 : La Chanteuse et le Milliardaire (The Marrying Man) : Andy
- 1992 : Folks! : Thug #2
- 1992 : Héros malgré lui (Hero) : Jail Guard
- 1993 : Un jour sans fin (Groundhog Day) : State Trooper
- 1993 : Excessive Force : Mario
- 1993 : La Star de Chicago (Rookie of the Year) de Daniel Stern : Heddo
- 1998 : March in Windy City (TV) : Prisoner Young
- 2001 : Novocaïne (Novocaine) : Blue Sands Bartender
- 2001 : Hardball (Hard Ball) : Ed